# Hübner von Holst
Johan Hübner von Holst (Stoccolma, 22 agosto 1881 – Stoccolma, 13 giugno 1945) è stato un tiratore a segno svedese.

## Palmarès

### Olimpiadi
- 5 medaglie:
  - 2 ori (Stoccolma 1912 nella carabina piccola bersaglio a scomparsa a squadre; Stoccolma 1912 nella pistola militare a squadre)
  - 2 argenti (Londra 1908 nella carabina piccola a squadre; Stoccolma 1912 nella carabina piccola bersaglio a scomparsa individuale)
  - 1 bronzo (Stoccolma 1912 nella pistola militare individuale)